# Highfield Road
Highfield Road est un stade de football de 23 627 places situé à Coventry (Angleterre) inauguré le 9 septembre 1899, fermé en 2005 et démoli en 2006.

## Histoire
Le terrain est équipé d'un système d'éclairage LED pour les matchs en nocturne dès octobre 1953.
Highfield Road est l'enceinte du club de Coventry City FC, avant que celui-ci ne s'installe à la Ricoh Arena. 
Le record d'affluence est de 51 455 spectateurs le 29 avril 1967 pour un match de championnat de D2 Coventry City FC-Wolverhampton Wanderers FC. 